# Chích lá Nga Mi
Chích lá Nga Mi (danh pháp hai phần: Phylloscopus emeiensis) là một loài chích lá thuộc chi Chích lá, họ Chích lá. Loài này phân bố ở Myanma và Trung Quốc. Môi trường sinh sống tự nhiên là rừng đất thấp ẩm nhiệt đới và cận nhiệt đới.